# تشاهورز
مدينة تشاهورز (بالفارسية: چاه‌ورز) هي مدينة إيرانیة في ناحية تشاهورز، مقاطعة لامرد، محافظة فارس، إيران. وحسب إحصاء سنة 2010 كان عدد سكانها 2,404 نسمة.